# Departamento de Políticas Públicas del Gobierno de España
El Departamento de Políticas Públicas es una Dirección General de la Presidencia del Gobierno de España. Tiene su sede en La Moncloa y depende de la Secretaría General de Políticas Públicas, Asuntos Europeos y Prospectiva Estratégica. Se encarga del diseño y evaluación de las políticas públicas del ejecutivo y de coordinar la labor entre ministerios para garantizar la coherencia integral de la acción de gobierno.

## Estructura
Es la Dirección General más grande de Moncloa. Está integrada por un equipo multidisciplinar de politólogos, economistas, sociólogos, juristas y científicos. Su actual director es el académico del CSIC José Fernández Albertos. Se compone de tres unidades con rango de Subdirección General:
a) Unidad de Políticas de Crecimiento y Desarrollo
b) Unidad de Políticas Sociales
c) Unidad de Políticas Medioambientales